# 陳語安
陳語安（Katie Chen，1992年8月12日—），本名陳楷婷，臺灣女演員和模特兒，被媒體喻為「小北川景子」、「小張柏芝」或「小劉亦菲」。2009年她參加《我猜我猜我猜猜猜》節目的「人不可貌相－制服美女」單元而踏入演藝圈，因連續五年擔任知名保養品牌「我的美麗日記」廣告女主角，以及擔任周杰倫、蕭敬騰、炎亞綸、陳奕迅、畢書盡、張信哲等多位知名歌手MV女主角備受矚目，後來也因為體重一直保持在40公斤以下卻擁有11字腹肌而引人關注。

## 经历
陳語安在2011年開始跨足戲劇演出，首部作品為痞客邦網路偶像劇《租屋大戰》，劇中飾演女主角陳鈺倫。
2012年，陳語安開始在電視偶像劇擔任要角，首部電視偶像劇作品為台灣迪士尼頻道首部自製偶像劇《課間好時光一年二班》，她在裡面飾演女主角胡蝶。此部作品於2012年2月6日晚間八點半首播，曾經演出過的作品為中視及八大播出的校園偶像劇《智勝鮮師》，此部戲為曾經紅極一時的《麻辣鮮師》新作，她在這部戲中飾演曾亞妮。
2013年，陳語安首次入圍FHM男人幫的「全球百大美女」票選得到第16名，同年10月ETtoday新聞雲舉辦的「2013新宅男女神」網路票選活動，以清新自然的形象高票當選「自然系女神」的獎項。
2014年8月上映的電影《等一個人咖啡》中，陳語安飾演老闆娘周慧敏的年輕時期，從偶像劇躍上大螢幕表現依舊亮眼。同年12月上映的電影《相愛的七種設計》中，她與許瑋甯、莫子儀、王大陸搭檔，飾演的角色「棋子」是一位對工作、愛情都仍充滿幻想的年輕女孩。
2015年公視《一克拉的室友》裡與謝祖武的對手戲當中有相當具有突破性的表現。
從2015年底至2016年初，她接演偶像劇《愛上哥們》，在劇中飾演楊娜娜與飾演衛青陽的畢書盡搭檔小清新的青娜CP配對廣受喜愛，人氣直線上升。
2016年3月19日，她應Lamigo桃猿隊邀請擔任中華職棒開幕戰的開球嘉賓。同年4月，她拍攝大陸PPTV網路劇《我喜歡你 你知道嗎？》，與吳思賢和沈建宏聯合主演，並於同年9月28日於PPTV播出。
FHM男人幫雜誌舉辦的「全球百大美女」票選，陳語安以黑馬之姿獲得了第七名的好成績並擔任FHM男人幫雜誌七月號的封面人物，同年8月「網路溫度計票選」網友眼中的十大比基尼女神，挾帶著超高人氣獲得廣大網友喜愛榮登第七名。
2017年底，陳語安加入新東家唐人影視，成為了胡歌、韓東君、古力娜扎等眾多優秀演員的小師妹之外，也是唐人影視最新晉的小鮮花。

## 个人生活
陳語安是家中老么，家庭成員有爸爸、媽媽，及一個哥哥，還有比熊犬Alphy和紅貴賓Eeby。陳語安小時候是田徑高手，專長是短跑。

## 影视作品

### 電視劇
| 年份   | 頻道                    | 劇名                          | 飾演          |
| 2011年 | 痞客邦                  | 《租屋大戰》                  | 陳鈺倫        |
| 2012年 | 迪士尼頻道              | 《課間好時光一年二班》        | 胡蝶          |
| 2012年 | 八大綜合台              | 《智勝鮮師》                  | 曾亞妮/曾亞男 |
| 2012年 | 台視                    | 《罪美麗》                    | 張薇薇        |
| 2012年 | 迪士尼頻道              | 《課間好時光一年二班 第二季》 | 胡蝶          |
| 2014年 | 公視                    | 《失憶證》                    | LORA          |
| 2015年 | 台視 、三立都會台       | 《聽見幸福》                  | 謝霏霏        |
| 2015年 | 三立都會台              | 《好想談戀愛》                | 陳小姐        |
| 2015年 | 公視                    | 《一克拉的室友》              | 李琪琪        |
| 2015年 | 台視、三立都會台        | 《愛上哥們》                  | 楊娜娜        |
| 2016年 | 台視、三立都會台        | 《狼王子》                    | 田滋滋        |
| 2016年 | PPTV                    | 《我喜歡你，你知道嗎？》      | 秦懿          |
| 2019年 | 騰訊視頻                | 《夢回》                      | 七香          |
| 2021年 | 騰訊視頻                | 《玲瓏》                      | 篱砂          |
| 2022年 | 八大戲劇台、Netflix     | 《愛情發生在三天後》          | 邱雨涵        |
| 2024年 | TVBS歡樂台、新傳媒U頻道 | 《完全省錢戀愛手冊》          | 孫佳莉        |
| 2024年 | 東森戲劇台              | 《不愛，愛》                  | 莫蕾          |

### 電影 & 微電影
| 年份   | 片名               | 角色       |
| 2013年 | 《青春一加一》     | 小俞       |
| 2014年 | 《等一個人咖啡》   | 小咪       |
| 2014年 | 《相愛的七種設計》 | 棋子       |
| 2015年 | 《逆光》           | 杨娜娜     |
| 2018年 | 《歐洲攻略》       | 聽風者女兒 |

## 綜藝節目
- 2020年：中視三立都會台綜藝玩很大 嘉賓 feat 鬼鬼
- 2023年：中視三立都會台綜藝玩很大 嘉賓 feat 鬼鬼

## MV
| 年份   | 歌曲           | 演唱者 |
| 2009年 | supermarket    | 曹格   |
| 2010年 | 達令我愛你     | 黃品源 |
| 2010年 | 附心漢         | 周湯豪 |
| 2010年 | 愛夏           | 胡夏   |
| 2010年 | 這就是愛       | 張杰   |
| 2011年 | 想像之中       | 許嵩   |
| 2011年 | 只看見你       | 炎亞綸 |
| 2011年 | 複製人         | 蕭敬騰 |
| 2011年 | 療傷燒肉粽     | 周杰倫 |
| 2012年 | 一個光年的距離 | 小宇   |
| 2014年 | 可以了         | 陳奕迅 |
| 2015年 | 逆時光的浪     | 畢書盡 |
| 2017年 | 說             | 張信哲 |
| 2020年 | 時間等過誰     | 吳克群 |

## 音樂作品

### 單曲
| 年份   | 演唱者                                                                         | 歌名 | 備註                             |
| ------ | ------------------------------------------------------------------------------ | ---- | -------------------------------- |
| 2022年 | 劉冠廷、陳庭妮、施名帥、袁艾菲、陳語安、李相林、王淮仲、洪群鈞、邱木翰、古昀昀 | 太陽 | 電視劇《愛情發生在三天後》片尾曲 |

## 代言
- 《TKLAB 輕仙飲》 （2022年)
- 《御劍神州》（2019年）[4]
- 《FINAL FANTASY 最終幻想：覺醒》（2017年）[5]
- 《召喚圖板》（2016年）[6][7]
- 《TOP GIRL》[8]
- Diadem黛亞登（2014年）[來源請求]
- 《天之痕Online》[9]
- 《我的美麗日記》（2011年-2015年）[10]

## 外部連結
- 陳語安的Facebook專頁
- 陳語安的Instagram帳戶
- 陳語安的新浪微博